# گلن الر
گلن الر (انگلیسی: Glenn Eller؛ زادهٔ ۶ ژانویهٔ ۱۹۸۲) تیرانداز اهل ایالات متحده آمریکا است.
وی در مسابقات کشوری و بین‌المللی در مجموع برندهٔ ۲ مدال طلا، ۱ مدال نقره شده‌است.